# 采女枚夫
采女 枚夫（うねめ の ひらぶ）は、飛鳥時代から奈良時代にかけての貴族・漢詩人。名は比良夫とも表記される。姓は朝臣。官位は正五位下・近江守。

## 出自
采女氏（采女朝臣）は穂積氏の一族。采女の統括を担当した伴造氏族。もと臣姓であったが、天武天皇13年（684年）八色の姓の制定により朝臣姓に改姓している。

## 経歴
大宝4年（704年）に従六位上から三階昇叙され従五位下に叙爵。のち従五位上に叙せられるなど文武朝で順調に昇進し、慶雲4年（707年）文武天皇の崩御の際には御装司を務めている。
元明朝に入り、和銅2年（709年）に造雑物法用司が初めて置かれると、多治比三宅麻呂らと共にこれに任ぜられた。治部少輔を経て、和銅3年（710年）に近江守に転じ、和銅4年（711年）正五位下に至る。
『懐風藻』に漢詩作品が残っている。

## 官歴
注記のないものは『続日本紀』による。
- 時期不詳：従六位上
- 大宝4年（704年） 正月7日：従五位下
- 時期不詳：従五位上
- 慶雲4年（707年） 10月3日：御装司（文武天皇葬儀）
- 和銅2年（709年） 3月23日：造雑物法用司。7月25日：見治部少輔[2]
- 和銅3年（710年） 4月23日：近江守
- 和銅4年（711年） 4月7日：正五位下